# شهرستان کری
شهرستان کِری (ایرلندی: Contae Chiarraí) یک شهرستان در ایرلند است.
این شهرستان در منطقه جنوب غربی واقع شده و همچنین بخشی از استان مونستر است.
شورای شهرستان کری نقش مرجع رسمی محلی این شهرستان را دارد و ترالی مرکز آن است. بر اساس سرشماری سال ۲۰۱۱، جمعیت این شهرستان در این سال ۱۴۵٬۵۰۲ بوده است.